# Boyd Bennett
Boyd Bennett, född 7 december 1924 i Muscle Shoals, Alabama, död 2 juni 2002, var en amerikansk sångare, kompositör och sångtextförfattare.
Han togs upp i Rockabilly Hall of Fame.

## Fotnoter
1. ↑  MAK, PLWABN-ID: 9810717937405606.[källa från Wikidata]
2. ↑  Bibliothèque nationale de France, BnF Catalogue général : öppen dataplattform, id-nummer i Frankrikes nationalbiblioteks katalog: 14839345p.[källa från Wikidata]